# Darrell Huff
Darrell Huff född 15 juli 1913 i Gowrie, Iowa, USA, död 27 juni 2001 i Carmel-by-the-Sea, Kalifornien, var en amerikansk författare, mest känd för boken Hur man ljuger med statistik (1957), en omtalad best-seller om statistik under andra hälften av 1900-talet, emellanåt också rekommenderad läsning för studerande i ämnet statistik. Han var även känd för sin användning av statistik som tobakslobbyist.

## Biografi
Huff utbildades vid University of Iowa, där han tog kandidatexamen 1938 och masterexamen 1939. Innan han började skriva på heltid 1946 fungerade han som redaktör för Better Homes and Gardens och Liberty magazine. Som frilans producerade Huff hundratals "How to"-artiklar och skrev minst sexton böcker, varav de flesta gällde hushållsprojekt. Ett av hans största projekt var ett prisbelönt hem i Carmel-by-the-Sea, Kalifornien, där han bodde fram till sin död. 

## Karriär och vetenskapligt arbete
Stanfordhistorikern Robert N. Proctor skrev att Huff "fick betalt för att vittna inför kongressen på 1950-talet och sedan igen på 1960-talet, med den tilldelade uppgiften att förlöjliga alla föreställningar om en länk mellan cigarettrökning och olika sjukdomstillstånd. Den 22 mars 1965 vittnade Huff vid utfrågningar om cigarettmärkning och reklam och anklagade den senaste av Surgeon General’s rapporter för otaliga 'felaktigheter'.”
Huff har tillskrivits introduktionen av statistik till en hel generation högskole- och gymnasieelever på en nivå som var meningsfull, tillgänglig och praktisk, samtidigt som han lyckades lära ut komplexa matematiska begrepp. Hans mest kända text, How to Lie with Statistics, översätts fortfarande (2022) till nya språk. Hans böcker har publicerats på över 22 språk och fortsätter att användas i klassrum över hela världen.
Huff finansierades senare av tobaksindustrin för att publicera en uppföljning av sin bok om statistik: Hur man ljuger med rökstatistik. Detta ledde till kontroverser och mycket kritik i slutet av 1960-talet. Boken var avsedd att ges ut av Macmillan, men i slutet av 1968 upphörde planerna för dess utgivning abrupt. Det var inte förrän Tobacco Master Settlement Agreement 1998 som bokens existens, brev mellan Huff och tobaksindustrins advokater som diskuterade den, och hela det opublicerade manuskriptet i sig blev offentligt tillgängligt.